# San Miguel, Ixhuatán
San Miguel är en ort i Mexiko.   Den ligger i kommunen Ixhuatán och delstaten Chiapas, i den sydöstra delen av landet, 700 km öster om huvudstaden Mexico City. San Miguel ligger 1 530 meter över havet och antalet invånare är 479.
Terrängen runt San Miguel är bergig österut, men västerut är den kuperad. San Miguel ligger uppe på en höjd. Runt San Miguel är det ganska tätbefolkat, med 90 invånare per kvadratkilometer. Närmaste större samhälle är Ixhuatán, 5,6 km sydost om San Miguel. I omgivningarna runt San Miguel växer i huvudsak städsegrön lövskog.